# Basilius-Kathedrale (Bukarest)

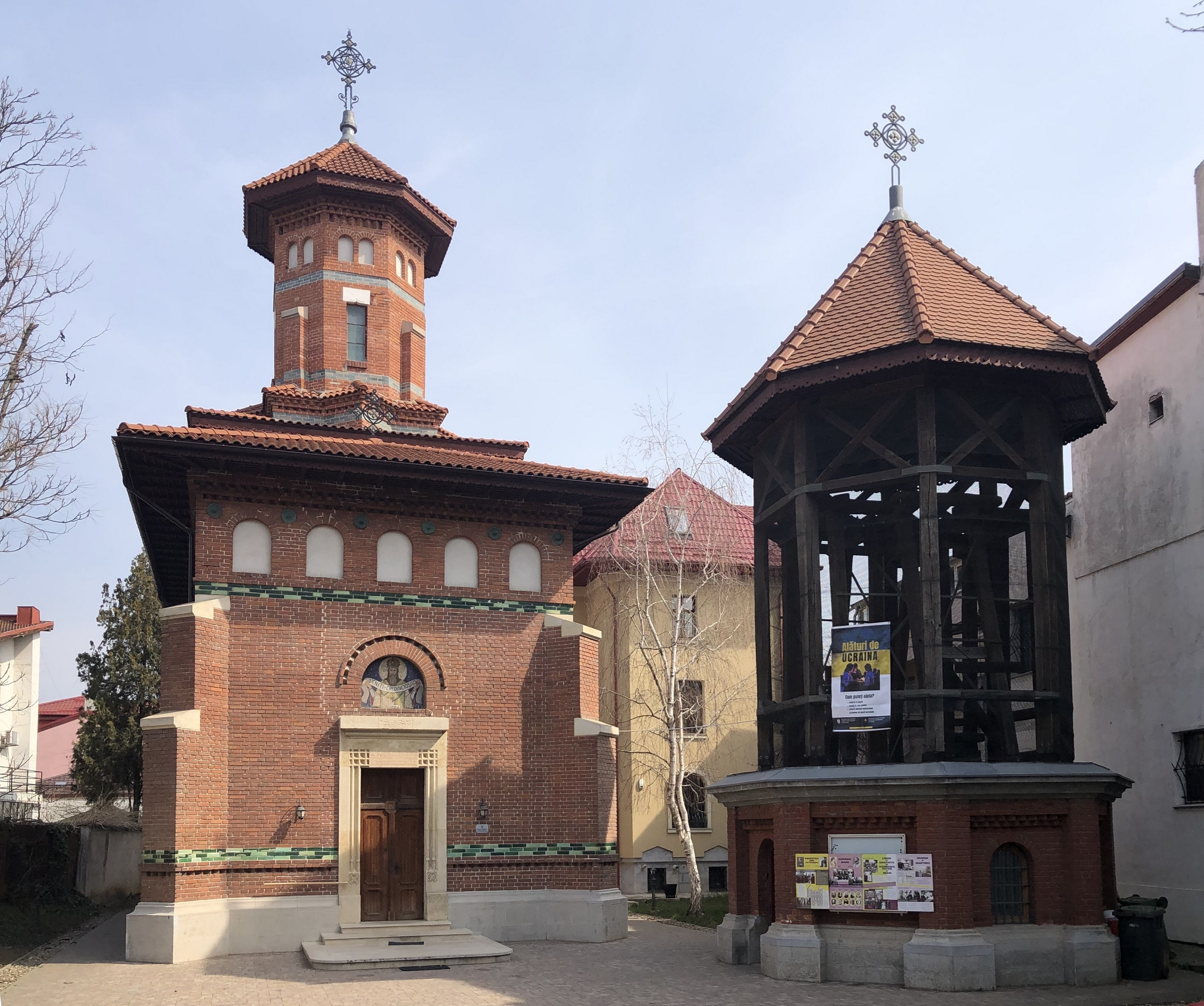
Die Bukarester Basilius-Kathedrale

Die Basilius-Kathedrale ist die erste rumänisch-unierte Kirche in Bukarest, erbaut und geweiht im Jahr 1909 durch Erzbischof Raymund Netzhammer. Die Kirche befindet sich in der strada Polonă 50, im Zentrum der Hauptstadt Bukarest. Seit 2014 ist die Kirche Kathedrale der Eparchie Sankt Basilius der Große in Bukarest.
Als architektonische Inspirationsquelle für das Projekt diente die Weiße Kirche von Baia (XV. Jahrhundert).
Die Wandmalerei der Kirche wurde im Jahr 1911 von Gottfried Schiller und Julius Ostermaier aus Ravensburg geschaffen.